# Управління національної безпеки (Хорватія)
Управління національної безпеки (хорв. Ured za nacionalnu sigurnost) — колишня хорватська безпекова структура, в чиї обов'язки входили координація, спрямування і контроль роботи органів державного управління, покликаних дбати за національну безпеку. Утворене у травні 1993 р. указом Президента Хорватії, чим започатковано створення і розвиток концепції розвідувальної спільноти в Республіці Хорватія.

## Історія
Робота розвідувальної спільноти нормативно регулюється Законом Республіки Хорватія «Про Управління національної безпеки» від травня 1995.
Управління національної безпеки було державним органом виконавчої влади, який координував, спрямовував і відстежував роботу органів державного управління, що займаються національною безпекою. Коло діяльності цього органу визначалося Законом про Управління національної безпеки таким чином: 
- координувати роботу державних міністерств у справах національної безпеки;
- спрямовувати і наглядати за роботою розвідувальних і контррозвідувальних служб у розвідувальній спільноті;
- аналізувати і синтезувати та оцінювати розвідувальні дані і відомості, необхідні для здійснення конституційних повноважень Президента Республіки та уряду Хорватії;
- дбати про контррозвідувальний захист і безпеку Президента, парламенту і уряду Хорватії та об'єктів, якими вони користуються.

Задля здійснення затвердженого Законом кола повноважень у рамках управління було створено такі служби:
- Хорватська розвідувальна служба‎
- Наглядова служба
- Штаб убезпечення

Для виконання професійних завдань в управлінні постали такі професійні служби:
- Національна служба електронного рекогностування
- Розвідувальна академія

Роботою управління керував начальник, якого призначав і звільняв із посади Президент Хорватії. Він був підзвітний Президентові за роботу свою та управління. Діяльністю кожної окремо взятої служби керував директор, якого призначав Президент на пропозицію начальника управління.
З метою спрямування і координації роботи міністерств у питаннях національної безпеки при управлінні було створено Штабний комітет національної безпеки (SONS).
Нагляд за законністю роботи управління здійснювала Палата депутатів тогочасного двопалатного парламенту Хорватії через Комітет внутрішньої політики та національної безпеки.